# Cualedro
Cualedro è un comune spagnolo di 2 391 abitanti situato nella comunità autonoma della Galizia.